# Ommel (Nederland)
Ommel is een dorp in de gemeente Asten, in de Nederlandse provincie Noord-Brabant. Het heeft ruim 1000 inwoners. Het dorp is ontstaan uit een buurtschap, gelegen rondom een klooster. Het dorp grenst aan Asten, Vlierden, Lierop en Helmond. De belangrijkste bronnen van inkomsten zijn landbouw, toerisme en vleesverwerkingsindustrie.

## Etymologie
De naam Ommel is afgeleid van 'Omme Loo'. wat 'rondom bos' betekent.

## Geschiedenis
Hoewel Ommel al een veel oudere nederzetting was, hangt de ontwikkeling tot een dorpje nauw samen met het fungeren van Ommel als bedevaartplaats. 
Het begin van de bedevaarten, omstreeks 1400, valt samen met een eerste vermelding van de plaats in schriftelijke documenten. Toen is ook het beeldje gevonden dat waarschijnlijk van een Byzantijns evangelieboek afkomstig is en mogelijk via de Kruistochten in Brabant is terechtgekomen. Dit beeldje trok vele pelgrims waaronder een zekere Jan van Haven, schipper en koopman. Toen zijn schip op zee in een windstilte terechtkwam en de voorraden uitgeput raakten, bad hij tot Maria om wind, waarop inderdaad een bries op stak die zijn schip aan land bracht. Uit dankbaarheid richtte hij te Ommel een kapel op. Uit 1444 dient een verzoekschrift voor de aanstelling van een rector, dat ook gehonoreerd werd.
Marike en Jutken van de Goer waren twee zussen die, nadat Marike een stem gehoord had die zei: 'gij zult hier bouwen', in 1539 een besloten Franciscanessenklooster oprichtten. De kapel en het klooster stonden op de plaats van het huidige Onze Lieve Vrouweplein. Na 1648 mocht het klooster geen novicen meer aannemen. Dit gebeurde in het geheim toch, zodat het klooster nog tot 1731 bleef voortbestaan. In 1707 had de vrouwe van Asten, Anna Katharina Constancia van Boecop, het klooster nog door list kunnen redden. In 1731 moesten de zusters vertrekken, met medeneming van het Mariabeeldje, naar Haelen in het het Graafschap Horn. Volgens een legende wilden de paarden met de bezittingen van de zusters pas vertrekken nadat deze plechtig beloofd hadden om terug te keren zodra de tijden gunstiger waren.
De kapel werd een Protestantse kerk en zodanig verbouwd dat ze niet meer op een gotisch gebouw leek. In 1743 werd het klooster particulier bezit, maar in 1922 ging het laatste gedeelte door brand verloren.
De zusters keerden in 1813 terug, maar de kapel was in slechte staat en de broodnodige restauratie kwam pas in 1839 gereed. In 1840 werd het Mariabeeldje teruggeplaatst. In 1847 werden het beeldje en een offerblok gestolen. Het beeldje werd later, ontdaan van gouden en zilveren versierselen, teruggevonden.
In 1882 werd de kapel verheven tot parochiekerk, gewijd aan Onze Lieve Vrouw Presentatie. De eerste pastoor was Dyonisius Koolen. Deze bewerkstelligde de komst, in 1885, van een (openbare) lagere school en voerde de processies ter ere van 'de Troosteres in elke nood' opnieuw in. Ook tegenwoordig komen er, in mei alleen al, nog tienduizenden bedevaartgangers naar Ommel.

## Bezienswaardigheden
- Processiepark 'Mariaoord', tegenover de kerk, uit 1913. Het omvat een zandstenen reliëf uit 1925 dat het verhaal van de redding van Jan van Haven door Maria uitbeeldt, en een zandstenen kruisweg met 14 staties, die in kapelletjes zijn ondergebracht. De bijbehorende Lourdesgrot stamt uit 1934. Het offerblok draagt de tekst: Gij pelgrims die dit oord betreedt; Wie gij ook zijt en hoe gij heet; Gij allen vroom van zinnen; Blijft steeds Maria minnen; En geeft uw gift met milde hand; Zo blijft Mariaoord in stand.
- De Onze-Lieve-Vrouw-Presentatiekerk is modern, uit 1962. De architect was Cees Geenen. Deze kwam in plaats van een noodkerk die de kerk verving die in 1944 door oorlogsgeweld was verwoest.
- Keskensboom. Dit is een linde op een heuvel tussen Asten en Ommel. Hier stonden vroeger een aantal lindebomen waar, volgens de legende, het Mariabeeld zou hebben gerust nadat het tot driemaal toe van Asten naar Ommel terugkeerde. De huidige linde stamt uit het begin van de jaren 90 van de 20e eeuw. De verering wordt reeds beschreven door dominee Stephanus Hanewinkel in 1798.
- Aan Maria gewijd dankkapelletje uit 1945, in de Dionysusstraat.

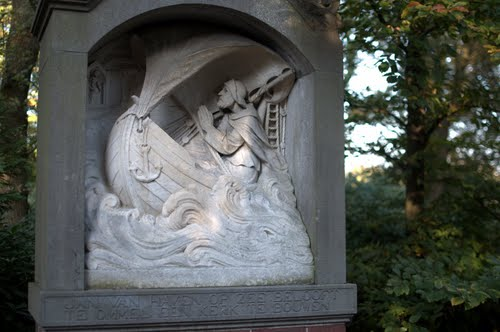
reliëf in Mariaoord Ommel

## Monumenten
- Lijst van rijksmonumenten in Ommel
- Lijst van gemeentelijke monumenten in Ommel

## Economie
Naast landbouw, toerisme en de bedevaart bezit Ommel ook enige industrie.
- Een belangrijk industrieel bedrijf is Kippenslachterij Flandrex, waar 110 mensen werken op 95 arbeidsplaatsen. Cehave Landbouwbelang heeft hierin een minderheidsaandeel. Er worden ongeveer 450.000 kippen per week geslacht. Het bedrijf heeft ook een vestiging in Moeskroen, waar zich de hoofdzetel van het bedrijf bevindt.

Sinds juli 2008 is Flandrex overgenomen door de Plukon Royale groep met hoofdkantoor in Wezep, Gelderland, in april 2009 stopt Flandrex Nederland met het slachten van kippen en gaat het bedrijf zich toeleggen op het bewerken van pluimveevlees. Tevens wordt de locatie een distributiecentrum in het zuiden van Nederland voor de Plukon Royale groep. De dochterbedrijven Pingo Poultry en Vleesch du Bois zijn hier sinds oktober 2009 gevestigd. Het aantal werknemers zal hierdoor stijgen tot ca. 250.

## Trivia
Het Ei van Ommel is de voormalige benaming voor wat sinds 2009 officieel Verkeersplein Asten heet. De aansluiting is een zogenaamde haarlemmermeeraansluiting waarbij de A67 ongehinderd over dit kruispunt voert en de N279 daarop aansluit op maaiveldniveau.
De naam Ei van Ommel werd gebruikt omdat dit kruispunt tot medio 2009 de vorm had van een enigszins ovaal gevormde rotonde met een omtrek van ongeveer 900 meter. Daarmee was het Ei van Ommel een van grootste rotondes in Nederland. In de volksmond wordt het verkeersplein overigens tot op de dag van vandaag nog altijd het Ei van Ommel genoemd.